# Axl Van Himbeeck
Axl Van Himbeeck (8 maart 2005) is een Belgisch voetballer die in het seizoen 2024/25 door Beerschot VA wordt verhuurd aan Helmond Sport.

## Clubcarrière
Van Himbeeck sloot op zijn veertiende aan bij de jeugdopleiding van Beerschot VA. In de zomer van 2022 ondertekende hij een profcontract tot 2025 met optie op twee extra seizoenen bij Beerschot.
Op 28 augustus 2022 maakte Van Himbeeck zijn officiële debuut in het eerste elftal van de club: op de derde competitiespeeldag liet trainer Andreas Wieland hem in de 2-3-nederlaag tegen Lierse Kempenzonen in de 62e minuut invallen voor Andi Koshi. Daarna groeide hij uit tot een vaste waarde in het beloftenteam van Beerschot in de Tweede afdeling. Bij zijn tweede invalbeurt in Eerste klasse B, op 27 januari 2023, scoorde hij het tweede doelpunt van Beerschot, dat een 0-2-achterstand tegen Jong Genk nog omboog in een 3-2-zege. Na zijn twee invalbeurten in de reguliere competitie kwam Van Himbeeck nog in de laatste zeven wedstrijden van de promotie-playoffs in actie, waarvan driemaal als basisspeler. In zijn eerste play-offwedstrijd, op 19 maart 2023 tegen Club NXT, devieerde de bij de rust ingevallen Van Himbeeck een volley van Marco Weymans in doel.
Op de openingsspeeldag van het seizoen 2023/24, het tweede seizoen op rij van Beerschot in Eerste klasse B, kreeg Van Himbeeck een basisplaats tegen de RSCA Futures. Het bleek niet de voorbode van een seizoen als basisspeler: Van Himbeeck kwam dat seizoen weliswaar in 17 van de 30 competitiewedstrijden in actie, maar wel slechts vijf keer als basisspeler. Op het einde van het seizoen mocht hij desondanks een titel in Eerste klasse B op zijn palmares bijschrijven.
In augustus 2024 werd Van Himbeeck door Beerschot voor een seizoen uitgeleend aan de Nederlandse eerstedivisionist Helmond Sport, die een aankoopoptie bedong in het huurcontract.

## Clubstatistieken
| Seizoen         | Club             | Land               | Competitie      | Competitie | Competitie | Beker | Beker | Supercup | Supercup | Europees | Europees | Totaal | Totaal |
| Seizoen         | Club             | Land               | Competitie      | Wed.       | Dlp.       | Wed.  | Dlp.  | Wed.     | Dlp.     | Wed.     | Dlp.     | Wed.   | Dlp.   |
| --------------- | ---------------- | ------------------ | --------------- | ---------- | ---------- | ----- | ----- | -------- | -------- | -------- | -------- | ------ | ------ |
| 2022/23         | Beerschot VA     | Vlag van België    | Eerste klasse B | 9          | 2          | 0     | 0     | —        | —        | —        | —        | 9      | 2      |
| 2022/23         | Beerschot VA U23 | Vlag van België    | Tweede afdeling | 22         | 2          | —     | —     | —        | —        | —        | —        | 22     | 2      |
| 2023/24         | Beerschot VA     | Vlag van België    | Eerste klasse B | 17         | 0          | 1     | 0     | —        | —        | —        | —        | 18     | 0      |
| 2024/25         | → Helmond Sport  | Vlag van Nederland | Eerste divisie  | 11         | 0          | 1     | 0     | —        | —        | —        | —        | 12     | 0      |
| Carrière totaal | Carrière totaal  | Carrière totaal    | Carrière totaal | 59         | 4          | 2     | 0     | 0        | 0        | 0        | 0        | 61     | 4      |

Bijgewerkt op 18 november 2024.